# Plastomère
Un plastomère est un polymère linéaire (ou un matériau macromoléculaire) qui, sous l’action d’une contrainte, peut subir une déformation élastique accompagnée d’une déformation plastique (permanente) (par opposition à un élastomère).
Les plastomères sont aussi une classe de copolymères d’éthylène, apparus sur le marché en 1991. Ces polyoléfines connaissent, comme le PEBDL, une importance croissante.

## Description

L’hex-1-ène, un exemple de co-α-oléfine utilisée, qui porte une double liaison carbone-carbone en position α.

Les plastomères sont une classe de copolymères d’éthylène qui se situent entre le polyéthylène à basse densité linéaire (désigné par le sigle PEBDL, LLDPE en anglais) et les élastomères totalement amorphes,, ce qui explique l’étymologie du mot-valise « plastomère » (plastique-élastomère).
Ils sont obtenus par copolymérisation coordinative de l’éthylène en présence d’une α-oléfine supérieure (but-1-ène, hex-1-ène, etc.), par catalyse avec un métallocène,. La composition approximative en « comonomère » oléfine varie typiquement de 10 à 30 % (taux massiques),, ce qui permet de produire des matériaux de caractéristiques très différenciées. Il est ainsi possible de synthétiser des plastomères de densité variant approximativement de 0,860 à 0,910. Comparés au PEBDL, les plastomères présentent un module de flexion, une résistance à la traction et un point de fusion plus faibles ; ils montrent un allongement (pouvant dépasser 800 %) et une ténacité plus élevés.

## Classement en fonction de la densité

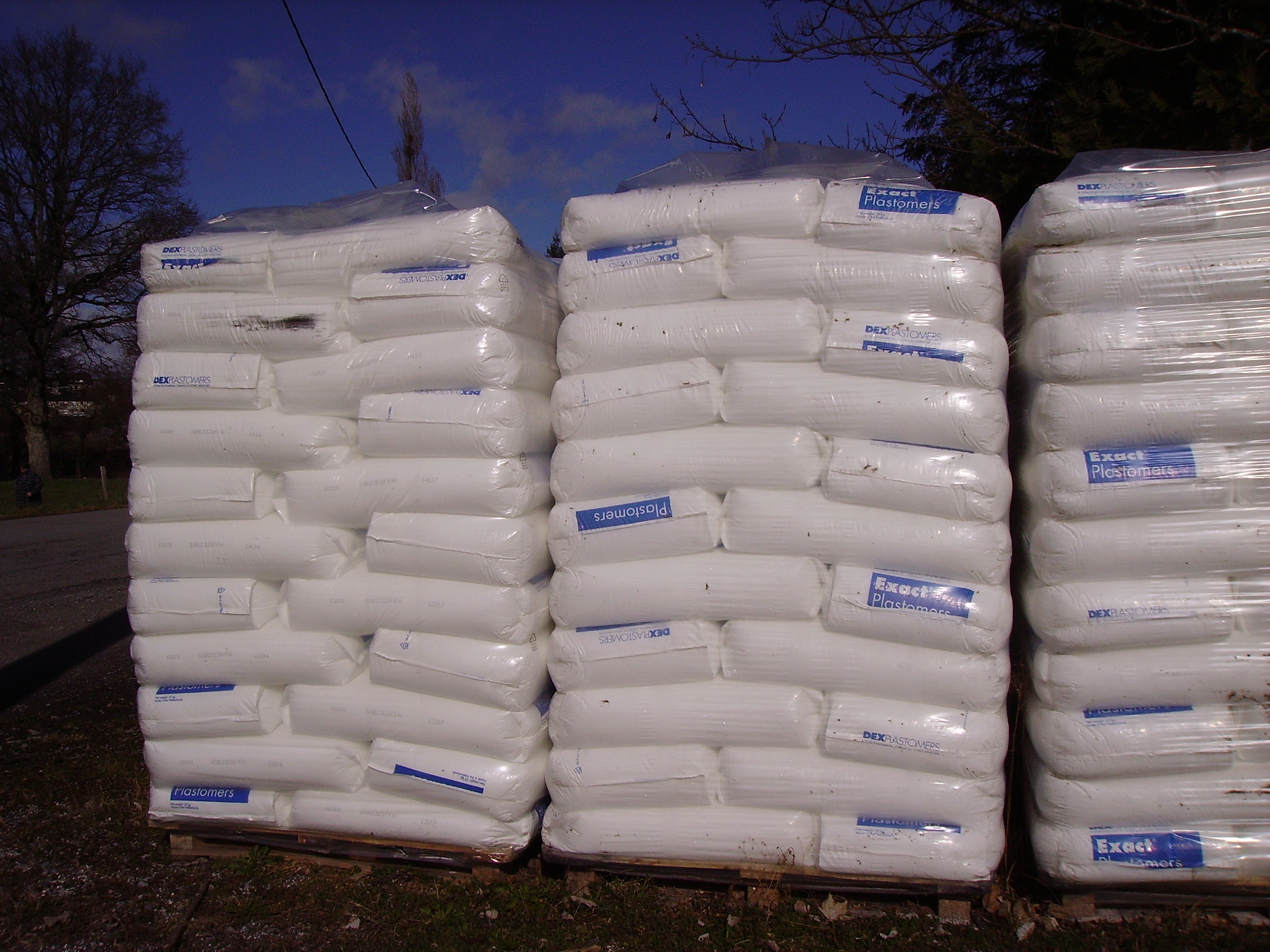
Sacs de plastomère : résine en granulés destinés à être mis en forme par extrusion.

Le tableau ci-dessous montre un classement (non exhaustif) de polyoléfines en fonction de la densité (c’est-à-dire du taux de cristallinité). Les polyoléfines présentent des densités très faibles, avec des valeurs inférieures à l’unité. Elles flottent dans l’eau.
| Densités        | Types de polyéthylène et ses copolymères                              |
| --------------- | --------------------------------------------------------------------- |
| < 0,880         | Structure totalement amorphe                                          |
| 0,860 - 0,960   | Structure linéaire                                                    |
| 0,863 - 0,910   | Plastomères                                                           |
| 0,86 - 0,89     | POE (élastomères polyoléfine), d’après certains auteurs               |
| 0,89 - 0,91     | POP (plastomères polyoléfine), d’après certains auteurs               |
| 0,880 - 0,900   | ULDPE (Ultra Low Density PE en anglais, ultra basse densité linéaire) |
| 0,900 - 0,915   | VLDPE (Very Low Density PE, très basse densité linéaire)              |
| ~0,915 - ~0,935 | mPEBDL (grade obtenu par catalyse avec un métallocène)                |
| 0,915 - 0,935   | Structure ramifiée : PEBDr (radicalaire)                              |
| ~0,935 - 0,945  | PEmd (moyenne densité, linéaire)                                      |
| 0,945 - 0,960   | PEHD (linéaire)                                                       |
| 1,020           | Structure totalement cristalline (extrapolation)                      |